# Carte Noire
Carte Noire est une marque de café appartenant à la société italienne Luigi  Lavazza (Turin) depuis février 2016. Avant cette date, elle faisait partie du groupe américain Mondelēz International, issu d'une scission de l'américain Kraft Foods.

## Historique
En 1978, René Monnier, fondateur de la société Grand'Mère, crée Carte noire. Il existe alors trois marques qui se partagent le marché du café : Maison du café, Grand'Mère et Jacques Vabre. La marque innove en termes de goût, de packaging et de communication.
Alors que le marché propose essentiellement des cafés composés d'un mélange d'arabica et de robusta, Carte noire développe le segment du café haut de gamme, pur arabica. À une époque où le café est encore présenté dans des boîtes rigides, la marque innove avec sa valve fraîcheur et ses paquets souples, plus sensuels au toucher.
En 1982, la marque est rachetée par Jacobs Suchard, qui possède également les marques de café Jacques Vabre et Jacobs, lorsque celui-ci rachète l'entreprise Grand'Mère. La marque Carte Noire est à nouveau achetée en 1990 par Philip Morris Companies, qui possède également, via sa filiale Kraft General Foods, les marques de café Maxwell House et Kenco. Elle est intégrée à sa filiale alimentaire européenne, Kraft Jacobs Suchard, lors de sa création en 1993 par fusion de Kraft General Foods Europe et de Jacobs Suchard.
Alors que Kraft Foods, devenu indépendant en 2007, s'est scindé en deux parties en 2012, Carte Noire a rejoint l'entité Mondelēz International.
En novembre 2014, à l'occasion d'un changement esthétique du paquet de dosettes, la mention « arabica exclusif » disparaît.
Pour se conformer avec les exigences de la commission européenne par rapport à la fusion des activités dans le café de Mondelēz International et la société Jacobs Douwe Egberts, Lavazza négocie en juillet 2015 pour racheter Carte Noire. La vente finale sera effective fin février 2016 pour un montant qui s'élève à 750 millions d'euros. Douwe Egberts conserve la distribution des dosettes T-Discs pour Tassimo ainsi que la marque Velours Noir[réf. nécessaire].
Durant 2017, à la suite du rachat de la marque par Lavazza, le café soluble Carte Noire n'est plus distribué, les anciens stocks étant écoulés[réf. nécessaire]. En juillet 2018, le café soluble de la marque est de nouveau disponible en magasin (sachet-éco de 144 g) ; le packaging est légèrement modifié, ainsi que la composition.

## Production

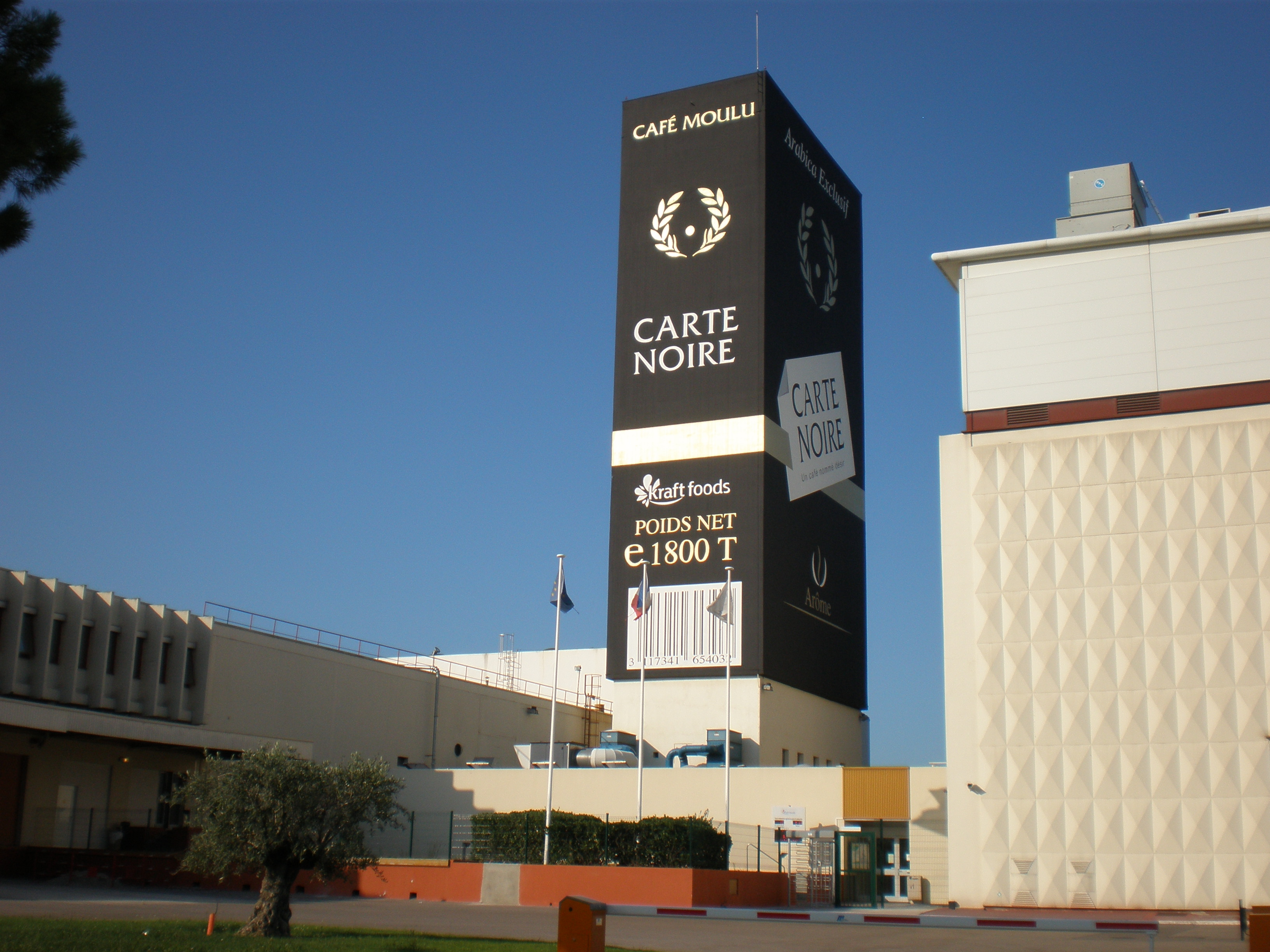
Usine de torréfaction de café Jacques Vabres/Carte Noire de Lavérune (Hérault).

Le café est torréfié en France dans la ville de Lavérune dans la banlieue de Montpellier en Occitanie, au sein d'une usine qui produit également les cafés Jacques Vabre et Café Grand'Mère, propriétés de Mondelez. Depuis 1990, la marque s’exporte en Angleterre, en Belgique, en Ukraine, au Maroc et au Canada.
Fin 2009, Kraft Foods annonce que la production annuelle de l'usine de Lavérune avoisine les 45 000 tonnes, destinées aux marchés français et internationaux – en Pologne, République tchèque, Ukraine, Russie et dans les pays du Maghreb. Sa tour de stockage, haute de 36,7 mètres, habituellement verte, est redécorée aux couleurs du paquet de café noir et doré à l'occasion du quarantième anniversaire de l'usine. En 2009, la marque détient 20 % de parts de marché en France.

## Variétés de cafés
Les cafés Carte Noire sont disponibles moulus, solubles, en grains ou en dosettes. Les dosettes souples et ESE peuvent s'adapter à un grand nombre de cafetières tandis que celles en plastique (puisque les dosettes Tassimo sont composés essentiellement de plastique) ne sont compatibles qu'avec les cafetières de marque « Tassimo », elles-mêmes fabriquées par le groupe Kraft Foods.
De nombreuses innovations produits :
- En 1987, naît Velours Noir, un café plus doux[5] ;
- En 1992, Carte Noire Infini, un café décaféiné haut de gamme[4] ;
- En 1995, apparaît la première éco-recharge pour café soluble qui permet de réutiliser le flacon, ainsi que les premières dosettes individuelles filtres sous vide pour percolateur[5] ;
- En 1997, la marque est disponible en dosettes souples[5] ;
- En 2004, la marque créé des dosettes rigides pour les machines Tassimo[5] ;
- En 2007, la marque lance son 1er expresso soluble, Divinement Expresso ;
- En 2008, Carte Noire Harmony voit le jour. Un café à teneur réduite en caféine, répondant à une double attente des clients : le plaisir d’un café riche en goût avec 30 % moins de caféine ;
- En 2011, les dosettes s’habillent d’un nouveau filtre alvéolé[12].

## Communication
La plupart des publicités audiovisuelles de la marque reprennent certains codes qui ont défini son image luxueuse : la mise en scène d'un couple semblant transporté par l'odeur du café et d'un voile noir, sur une musique dont les derniers mots sont « Try to remember » (« Essaye de te souvenir »). Selon Pascal Bourdin, de l'agence de communication Euro RSCG GBHR chargée de la campagne de publicité en 1998, les spots devaient véhiculer « des valeurs de séduction et de rêve ». Jean-Jacques Annaud en a été le réalisateur.
La chanson originale, Try to remember (en), a été écrite par le compositeur américain Harvey Schmidt (en). Les couleurs noir et or caractérisent la marque, autant dans son logo que dans la présentation de ses différents produits. Le dessin d'un ruban doré orné d'une étiquette blanche labellisée « Carte Noire », sur fond noir, est commune à tous les emballages. En 1985, la signature « Carte Noire, un café nommé désir » est révélée sur les écrans et avec elle l’univers de la séduction et de l’intensité.
En 2011, la marque opte pour une nouvelle identité sonore et un nouveau slogan, en rupture avec une saga publicitaire de plus de 25 ans autour du désir. Son nouveau slogan est : « Carte Noire, le temps de vivre plus fort » et sa nouvelle musique est Breathe, du groupe Telepopmusik. Un film publicitaire est réalisé par Sean Ellis, le réalisateur de Cashback. La marque a voulu traduire l’idée d’un café si intense qu’il a le pouvoir d’arrêter le temps et de faire vivre une parenthèse privilégiée pour se recentrer sur les choses essentielles de la vie. À cette occasion, Carte Noire arrête le temps sur YouTube pour faire vivre une expérience aux internautes : ce dernier se retrouve projeté dans une course effrénée qui fera de lui le maître du temps.

### Cinéma
- En 1989, Carte Noire parraine l'émission Cinéstars[4] de Michel Drucker sur TF1 et Ciné Dimanche, jusqu’en 1994.
- En 1997, la marque établit un partenariat avec Canal + pour promouvoir le 7e Art : César, Oscars, Festival de Cannes), ainsi que tous les films et émissions (comme Le Grand Journal).
- La même année, la marque s’associe avec le Prix Louis-Delluc, qui désigne le meilleur film français de l’année. En 1998 la marque parraine les prix Jean-Gabin et prix Romy-Schneider qui récompensent les espoirs du cinéma français[5].
- La marque sponsorise depuis 2001 le Prix Ciné Roman Carte Noire, qui récompense un roman susceptible d'être adapté au cinéma.
- La marque devient ensuite partenaire principal du Festival Paris Cinéma de 2000 à 2003[5].
- En 2009, Carte Noire s’associe à Allociné.com, le site référence du cinéma[14].

### Relation clients et programme de fidélisation
En s’appuyant sur son univers publicitaire historique, le cinéma, Carte Noire lance début 2010, le « Club Désir&Moi » : un programme relationnel basé sur des contenus éphémères et exclusifs. Chaque semaine, la marque envoie à ses membres une lettre d'information mettant en avant un film bientôt en salle et proposant des offres spéciales, des bons de réduction, des places de cinéma et des articles de marques à gagner.
Depuis septembre 2011, les membres ont la possibilité de « Collectionner les étoiles » sur les paquets de café de la gamme, afin d’obtenir un accès privilégié à des tasses, mugs et machines Tassimo.